# Стрепухов, Пётр Яковлевич
Пётр Я́ковлевич Стрепухо́в (в некоторых источниках — Пётр Васильевич Стрепухов; 12 июля 1889 — 4 ноября 1945, Москва) — советский военачальник, генерал-майор (1942), донской казак, участник Первой мировой, Гражданской, и Великой Отечественной войн. В годы Гражданской войны командовал 19-м кавалерийским полком 1-й Конной армии, в годы Великой Отечественной войны — 12-й гвардейской Донской казачьей кавалерийской дивизией. Член ВКП(б) с 1925 года.

## Биография
Родился в 1889 году в станице Семикаракорской (ныне город Семикаракорск) в казачьей семье. Участник Первой мировой войны.
В гражданскую войну командовал взводом, эскадроном и 19-м кавалерийским полком 4-й кавалерийской дивизии, составившей основу сначала конного корпуса Будённого, а затем и 1-й Конной армии. Приказом РВСР № 41 от 5 февраля 1921 года Стрепухов был награждён орденом Красного Знамени «за то, что в бою под Средней Егорлыцкой 25 февраля 1920 года умелым командованием тов. Стрепухова были отбиты орудия противника, из которых тут же был открыт по белым ураганный огонь, обративший их в паническое бегство». Вторым орденом Красного Знамени Стрепухов был награждён приказом РВСР № от 12 декабря 1921 года «за отличия в бою под м. Корец». Как отмечалось в наградном листе, заполненном уже в годы Великой Отечественной войны, за годы Гражданской войны Стрепухов получил 26 ранений.
22 февраля 1930 года приказом РВС СССР № 153 от 22 февраля 1930 года «в ознаменование исполнившегося десятилетия Первой Конной армии» в числе одиннадцати отличившихся командиров П. Я. Стрепухов был награждён третьим орденом Красного Знамени.
Начало Великой Отечественной войны Стрепухов встретил в звании полковника. Когда началось формирование добровольческих казачьих сотен, Стрепухову было поручено сформировать казачью дивизию в городе Сальске Ростовской области. 1 октября 1941 года была создана 1-я Ростовская Добровольческая Донская казачья кавалерийская дивизия народного ополчения, и он был назначен её первым командиром. 26 января 1942 года она была переименована в 116-ю Донскую казачью кавалерийскую дивизию. В мае 1942 года она вошла в состав 17-го казачьего кавалерийского корпуса, первым командиром которого был ветеран 1-й Конной армии генерал-майор М. Ф. Малеев. Стрепухов командовал дивизией до 15 мая 1942 года, когда её командиром был назначен генерал-майор Я. С. Шарабурко. Стрепухов стал его заместителем по строевой части. 27 августа 1942 года за боевые заслуги дивизия получила гвардейское звание и была переименована в 12-ю гвардейскую Донскую казачью кавалерийскую дивизию.
Постановлением СНК СССР № 1618 от 1 октября 1943 года гвардии полковнику П. Я. Стрепухову было присвоено воинское звание «гвардии генерал-майор».
В ноябре 1942 года Я. С. Шарабурко был ранен, и Стрепухов был назначен командиром дивизии.
19 ноября 1942 по приказу Ставки ВГК в Северной группе войск Закавказского фронта в районе Кизляра был создан 5-й гвардейский Донской казачий кавалерийский корпус, основу которого составили гвардейские донские казачьи дивизии — 11-я, которой командовал генерал-майор, урюпинский казак Горшков и 12-я, которой командовал Стрепухов, а также 63-я кавалерийская дивизия комбрига Белошниченко. Командиром корпуса был назначен генерал-майор Алексей Гордеевич Селиванов, до этого уже отличившийся в Битве за Кавказ. Когда корпус вёл тяжёлые бои в бурунах под Ага-Батырем, туда прибыл специальный корреспондент газеты Закавказского фронта «Боец РККА», впоследствии известный донской писатель капитан Виталий Закруткин. Довелось ему видеть и Стрепухова, и он написал о нём в своих фронтовых записках, вошедших затем в его книги «Кавказские записки» и «Дорогами большой войны».
В конце декабря 1942 года Стрепухов заболел и был направлен на лечение, командиром дивизии 1 января 1943 года был назначен полковник В. И. Григорович.
По излечении Стрепухов был назначен инспектором кавалерии Северо-Кавказского фронта. Командующим фронтом генерал-полковником И. Е. Петровым был представлен к награждению орденом Отечественной войны I степени. В наградном листе, наряду с заслугами Стрепухова в должности заместителя командира и командира 116-й, затем 12-й гвардейской Донской казачьей кавалерийской дивизией, отмечалось: «…добился резкого улучшения состояния конского поголовья в армиях, а также сокращения падежа лошадей от истощения. Через подчинённые ему фронтовые кондепо систематически пополняет части фронта конским составом. Неоднократно выполнял специальные задания Военного Совета с выездом в Действующие части». Орденом был награждён Приказом войскам Северо-Кавказского фронта № 0153/н от 17 июня 1943 года, вручён же ему орден был 28 июля того же года.
Затем был начальником военной кафедры МИСКТ. В 1945 году был уволен в отставку по болезни.
Умер в Москве в 1945 году.

## Награды
- 3 ордена Красного Знамени (5.02.1921[2], № 64/2[10] от 1.10.1921[2], № 65/3[10] от 22.02.1930[2][5][6])
- Орден Отечественной войны 1-й степени (17.06.1943[11])
- медаль «XX лет РККА»[3]
- медаль «За оборону Кавказа»
- другие ордена и медали